# Айдабол-би
Айдабол-би Кулбодыулы (также Айдабул) (каз. Айдабол би Құлболдыұлы; 1599, Ташкент, Казахское ханство (ныне Узбекистан) — XVII век, Казахское ханство) — казахский бий и оратор из рода Суйиндык племени Среднего жуза Аргын, родоначальник одноимённого рода. Старшая жена (Байбише) Кулболды-батыра родила трех сыновей — Кулюк, Тулпар и самый младший Айдабол. Шежире (родословная) Айдабола: Алаш — Жанарыс / Общая Аргын — Котан-бай (Кодан-тайши) — Ақжол-бий — Кара Ходжа—Мейрамсопы — Суйиндык — Сугыншы — Шуманак — Кулболды — Айдабол.

## Упоминания
В трудах русского географа, этнографа и фольклориста Григория Николаевича Потанина упоминается как Айдабул.

## Происхождение
Айдабол-би — выходец из рода Суюндик племени Аргын Среднего жуза. Он является потомком таких знатных родоначальников и батыров, как: Отца основателя среднего жуза казахов (c мифологической точки зрения) родоначальника одноимённого племени Аргын в седьмом колене, бия и акына, дожившего до ста лет Кутана (Кодана) в шестом колене, распространителя Суфизма Мейрама в третьем колене, родоначальника вышеупомянутого рода и батыра Суюндика во втором колене и сыном Кулболды батыра.

## Биография
Айдабол родился в 1599 году в семье Кулболды батыра. С 13 лет признан в народе бием. Имел трех жен, девять сыновей и единственную дочь Акбилек. Первая жена родила сыновей Жанкозы, Малкозы, Кенжекозы. Вторая — Каракозы, Бозкозы и Аккозы. Третья жена — мать Тайгельтыра, Кожагелды и Косжетера. Младший сын Кенжекозы, рожденный старшей женой, умер рано, и его нареченная, дочь батыра Каратая, осталась вдовой. Все сыновья, рождённые от трех жен Айдабола, были талантливыми акынами, биями и батырами, а дочь его, Акбилек сама была знатной предсказательницей, швеей, искусной ткачихой. Дата, обстоятельства и причина смерти неизвестна. Айдабол-би умер в 1680 году

## Потомки
Потомки Айдабола бия известны по всему Казахстану и за его пределами. Это выдающиеся личности, внесшие неоспоримый вклад в культуру, науку и искусство.